# František Lipka (básník)
František Lipka (* 22. únor 1946, Bratislava, Slovensko) je slovenský diplomat, básník a překladatel, který přispěl ke vzniku nezávislé Černé Hory.

## Životopis
Studoval slovenštinu, srbštinu a chorvatštinu na Filozofické fakultě Univerzity Komenského v Bratislavě (1969). Pracoval jako externí redaktor časopisu Revue svetovej literatúry, spolupracoval s časopisy Smena na nedeľu, Mladá tvorba, Slovenské pohľady a Romboid; střídavě pracoval jako lektor slovenského jazyka a literatury na Filozofické fakultě v Novém Sadu a na Univerzitě Komenského v Bratislavě, kde přednášel dějiny srbské a chorvatské literatury. Působí také jako someliér a od roku 1994 zastává funkci předsedy mezinárodní poroty pro udělování cen Mezinárodní organizace révy a vína (Organisation Internationale de la Vigne et du Vin) se sídlem v Paříži.

## Diplomatická kariéra
Od konce 80. let 20. století je činný v oblasti diplomacie. Zastával funkci velvyslance Slovenské republiky ve Francii, Belgii a Lucembursku. V roce 2006 se stal předsedou Referendové komise (předsedou volební komise) pro nadcházející referendum o nezávislosti Černé Hory. Byl pověřen dozorem nad průběhem referenda, jeho výsledky a garantem dodržování spravedlivých a regulérních volebních procedur. 22. května 2006 vyhlásil předběžné výsledky referenda s hlasováním 55,4 % voličů ve prospěch nezávislosti, čímž se splnilo dříve stanovené kritérium na vyhlášení nezávislosti ve výši 55 % voličů hlasujících za odtržení.

## Tvorba
Poezii se začal věnovat během svého studia na univerzitě. Debutoval senzitivno-reflexivní lyrickou sbírkou Štvanice. Jeho poezie je charakteristická snahou o pochopení přítomnosti lidstva v jeho současném sociálním, kulturním a ekologickém prostředí.
František Lipka je také významným překladatelem ze srbštiny, chorvatštiny, slovinštiny a makedonštiny. Vydal antologii básní Bosny a Hercegoviny, sestavil antologii srbské poezie 20. století, antologii současné makedonské poezie a připravil antologii poezie od současných slovenských básníků žijících na území bývalé Jugoslávie. Vydal také knihu pro děti Barevné pohádky.

## Dílo

### Poezia
- 1970 – Štvanica
- 1976 – Jazero
- 1978 – Zem na jazyku
- 1980 – Orfeus na bicykli
- 1981 – Argonauti
- 1984 – Útek z obrazu
- 1989 – Rozprava o metóde

### Tvorba pro děti
- 1969 – Farebné rozprávky

### Antologie
- 1970 – Sarajevská jar, antológia básnickej tvorby Bosny a Hercegoviny
- 1988 – Zápisy v striebre mora, antológie srbskej poézie 20. storočia
- 1990 – Nepokoj v krajine, antológie súčasnej macedónskej poézie
- 1990 – Súčasne, poézia súčasných slovenských básnikov žijúcich na území bývalej Juhoslávie

### Víno
- 2006 – Praktický sprievodca slovenskými vínami